# Villers-sous-Foucarmont
Villers-sous-Foucarmont – miejscowość i gmina we Francji, w regionie Normandia, w departamencie Sekwana Nadmorska.
Według danych na rok 1990 gminę zamieszkiwały 172 osoby, a gęstość zaludnienia wynosiła 25 osób/km² (wśród 1421 gmin Górnej Normandii Villers-sous-Foucarmont plasuje się na 729. miejscu pod względem liczby ludności, natomiast pod względem powierzchni na miejscu 542.).